# Liste des chefs du gouvernement birman
Le Premier ministre de Birmanie est le chef du gouvernement birman de 1948 à 2011 et depuis 2021. De 2016 à 2021, le poste de conseillère spéciale de l'État reprend de facto ses caractéristiques. 
Le terme a été adopté au moment de l'indépendance du pays, en 1948. Depuis cette date, il y a eu 11 Premiers ministres (deux d'entre eux l'étant à plusieurs reprises). Beaucoup étaient des militaires en exercice, ou récemment en retraite. 
Le pouvoir effectif du Premier ministre a beaucoup varié selon les époques et sa personnalité. Important durant les deux premières décennies, il a été fortement réduit à partir du coup d'État du général Ne Win (2 mars 1962). En 2004, le conflit entre le général Than Shwe et le Premier ministre Khin Nyunt s'est conclu par l'élimination de celui-ci : il est clair que la première autorité du pays est toujours le président du Conseil d'État pour la paix et le développement.
Le poste a été supprimé le 4 février 2011 à la faveur de l'élection de Thein Sein au poste de président de la République.
Le poste de conseiller spécial de l'État est créé le 6 avril 2016 après la victoire de la Ligue nationale pour la démocratie mais un coup d'État se produit le 1er février 2021 et met un coup d'arrêt au processus de démocratisation.

## Premiers ministres

### Union birmane (1948-1974)
| Nom                     | Photo | Naissance-décès | Entrée en fonction | Fin             | parti politique                                       |
| ----------------------- | ----- | --------------- | ------------------ | --------------- | ----------------------------------------------------- |
| U Nu                    |       | 1907-1995       | 4 janvier 1948     | 12 juin 1956    | Ligue anti-fasciste pour la liberté du peuple (AFPFL) |
| Ba Swe                  |       | 1915-1987       | 12 juin 1956       | 1er mars 1957   | AFPFL                                                 |
| U Nu (deuxième mandat)  |       | 1907-1995       | 1er mars 1957      | 29 octobre 1958 | AFPFL                                                 |
| Ne Win                  |       | 1911-2002       | 29 octobre 1958    | 4 avril 1960    | Militaire                                             |
| U Nu (troisième mandat) |       | 1907-1995       | 4 avril 1960       | 2 mars 1962     | AFPFL                                                 |
| Ne Win (second mandat)  |       | 1911-2002       | 2 mars 1962        | 4 mars 1974     | Militaire / Parti du programme socialiste de Birmanie |

### République socialiste de l'Union birmane (1974-1988)
| Nom             | Naissance-décès | Entrée en fonction | Fin               | parti politique                                       |
| --------------- | --------------- | ------------------ | ----------------- | ----------------------------------------------------- |
| Sein Win        | 1919-1993       | 4 mars 1974        | 29 mars 1977      | Militaire / Parti du programme socialiste de Birmanie |
| Maung Maung Kha | 1920-1995       | 29 mars 1977       | 26 juillet 1988   | Militaire / Parti du programme socialiste de Birmanie |
| Tun Tin         | 1920-2020       | 26 juillet 1988    | 18 septembre 1988 | Militaire / Parti du programme socialiste de Birmanie |

### Union de Birmanie (1988-2010)
| Nom        | Naissance-décès | Entrée en fonction | Fin             | parti politique |
| ---------- | --------------- | ------------------ | --------------- | --------------- |
| Saw Maung  | 1928-1997       | 21 septembre 1988  | 23 avril 1992   | Militaire       |
| Than Shwe  | 1933-           | 23 avril 1992      | 25 août 2003    | Militaire       |
| Khin Nyunt | 1939-           | 25 août 2003       | 18 octobre 2004 | Militaire       |
| Soe Win    | 1947-2007       | 19 octobre 2004    | 12 octobre 2007 | Militaire       |
| Thein Sein | 1945-           | 12 octobre 2007    |                 | Militaire       |

### République de l'Union de Birmanie (2010-2011)
| Nom        | Naissance-décès | Entrée en fonction | Fin            | parti politique |
| ---------- | --------------- | ------------------ | -------------- | --------------- |
| Thein Sein | 1945-           |                    | 4 février 2011 | Militaire       |

## Conseillère d'État, chef du gouvernementde facto
| Nom              | Naissance-décès | Début        | Fin              | Parti |
| ---------------- | --------------- | ------------ | ---------------- | ----- |
| Aung San Suu Kyi | 1945-           | 6 avril 2016 | 1er février 2021 | LND   |

## Premiers ministres
| Nom             | Naissance-décès | Début           | Fin             | Parti     |
| --------------- | --------------- | --------------- | --------------- | --------- |
| Min Aung Hlaing | 1956-           | 1er août 2021   | 31 juillet 2025 | Militaire |
| Nyo Saw         |                 | 31 juillet 2025 |                 | Militaire |

Non reconnus internationalement.